# Glyphonycteris
Glyphonycteris är ett släkte av fladdermöss i familjen bladnäsor med tre arter som förekommer i Central- och Sydamerika. Taxonet etablerades ursprungligen som undersläkte till Micronycteris och godkänns sedan 1990-talet som självständigt släkte.

## Arter och utbredning
Wilson & Reeder (2005) samt IUCN listar följande arter:
- Glyphonycteris behnii, i västra Brasilien, Bolivia och Peru.
- Glyphonycteris daviesi, i norra Sydamerika, finns även på Trinidad.
- Glyphonycteris sylvestris, har flera från varandra skilda populationer mellan Mexiko och Brasilien fram till regionen kring Rio de Janeiro.

## Utseende
Släktet kännetecknas av att huden vid hakan har två svullnader som bildar ett V. Öronen är inte sammanlänkade med ett band av hud. I mellanhanden (metacarpus) är det femte benet det längsta och det fjärde benet det kortaste. En tagg som håller flygmembranen mellan bakbenen (calcar) är tydlig kortare än bakfötterna. De stora övre framtänderna når nästan samma längd som hörntänderna.
Storleken är främst känd för arten Glyphonycteris daviesi. Den når en absolut kroppslängd av cirka 80 mm, inklusive en cirka 10 mm lång svans. Arten har 17 till 28 mm långa öron och väger ungefär 20 g. De andra arterna är mindre. Vikten hos Glyphonycteris sylvestris överskrider till exempel inte 10 g. Enklast bestäms arten med hjälp av underarmens längd och pälsfärgen på ryggen. Hos Glyphonycteris daviesi är underarmen mer än 50 mm lång och ryggen är enfärgad brunaktig. De enstaka upphittade individerna av Glyphonycteris behnii hade en 45 till 47 mm lång underarm och en trefärgad rygg. Underarmen hos Glyphonycteris sylvestris är 44 mm lång eller kortare och ryggens färgsättning motsvarar Glyphonycteris behnii.

## Ekologi och status
Arterna lever i skogar och Glyphonycteris behnii även i savanner. Annars är levnadssättet bara känt för Glyphonycteris daviesi och Glyphonycteris sylvestris. De vilar i trädens håligheter och i grottor. Individerna jagar stora insekter som bäras till viloplatsen. Dessutom utgörs födan av frukter och ibland av mindre ryggradsdjur som grodor.
IUCN listar Glyphonycteris behnii med kunskapsbrist (DD) och de andra två som livskraftig (LC).